# 2 sierpnia
2 sierpnia jest 214. (w latach przestępnych 215.) dniem w kalendarzu gregoriańskim. Do końca roku pozostaje 151 dni.

## Święta
- Imieniny obchodzą: Alfreda, Euzebiusz, Gustaw, Eliasz, Karina, Maksym, Maria, Rutyliusz, Stefan, Świętosław i Teodota.
- Bułgaria, Macedonia – Ilinden, rocznica powstania ilindeńskiego (1903)
- Macedonia – Święto Niepodległości Republiki Macedońskiej
- Kostaryka – Święto Dziewicy Los Angeles, patronki Kostaryki
- Mariawici – Święto Matki Bożej Anielskiej Objawienia Dzieła Wielkiego Miłosierdzia
- Polska – Dzień Pamięci o Zagładzie Romów i Sinti
- Rosja – Dzień Wojsk Powietrznodesantowych
- Wspomnienia i święta w Kościele katolickim[1][2]:
  - Matka Boża Anielska – Odpust Porcjunkuli
  - bł. August Czartoryski (książę)
  - św. Euzebiusz z Vercelli (biskup)
  - bł. Gerhard Hirschfelder (męczennik)
  - bł. Joanna z Azy (matka św. Dominika Guzmána; wspomnienie również 18 sierpnia)
  - bł. Justyn Maria Russolillo (zakonnik)
  - św. Piotr Julian Eymard (prezbiter)
  - św. Stefan I (papież)

## Wydarzenia w Polsce
- 1299 – Białogard otrzymał prawa miejskie.
- 1414 – Wojna głodowa: na polecenie wielkiego mistrza krzyżackiego Michała Küchmeistra, rezydencja biskupów kujawskich na Biskupiej Górce została zburzona przez gdańszczan, a urzędnicy biskupi rezydowali odtąd w leżącym nieco dalej od miasta Chełmie.
- 1422 – Wojna golubska: wojska polsko-litewskie rozpoczęły oblężenie Lubawy.
- 1519 – Wojska polsko-litewskie poniosły klęskę w bitwie z Tatarami pod Sokalem.
- 1630 – W Milówce na Żywiecczyźnie aresztowano zbójnika Sebastiana Burego wraz z siedmioma członkami jego bandy.
- 1664 – IV wojna polsko-rosyjska: armia litewsko-polska poniosła klęskę w bitwie z Rosjanami pod Szkłowem.
- 1743 – Została powołana Rada Dworu i Poczty we Wrocławiu.
- 1755 – Biskup łucki Antoni Erazm Wołłowicz poświęcił odbudowany klasztor bernardynów wraz z kościołem św. Antoniego w Zbarażu.
- 1794 – Insurekcja kościuszkowska: zwycięstwo wojsk polsko-litewskich nad rosyjskimi w bitwie pod Słonimem.
- 1893 – Pierwsze z serii objawień Feliksy Kozłowskiej, zebranych później w Dziele Wielkiego Miłosierdzia, stanowiącym podstawę wyznania mariawickiego.
- 1906 – W Otwocku w zamachu przeprowadzonym przez bojowców PPS pod dowództwem Tomasza Arciszewskiego zginął zastępca warszawskiego generała-gubernatora i szef tajnej policji generał-major żandarmerii Andriej Markgrafski. Zginął też trafiony przypadkowym pociskiem jego 7-letni syn.
- 1919 – Sejm Ustawodawczy uchwalił podział terytorium byłego Królestwa Polskiego na 5 województw (białostockie, kieleckie, lubelskie, łódzkie i warszawskie) i miasto wydzielone Warszawę.
- 1923 – W Łodzi ukazało się pierwsze wydanie dziennika „Express Ilustrowany”.
- 1926 – Sejm RP uchwalił nowelę sierpniową do konstytucji marcowej, która wzmacniała pozycję prezydenta.
- 1940 – Do obozu koncentracyjnego Gross-Rosen przybył pierwszy transport więźniów.
- 1943:
  - Rzeź wołyńska: około 150 Polaków zostało zamordowanych przez UPA w Leonówce (gmina Tuczyn).
  - W obozie zagłady w Treblince wybuchł bunt więźniów.
- 1944:
  - 2. dzień powstania warszawskiego: Stare Miasto zostało całkowicie opanowane przez oddziały powstańcze. Powstańcy wycofujący się ze stolicy stoczyli bój pod Pęcicami.
  - Armia Czerwona zajęła Rzeszów.
  - W nocy na z 2 na 3 sierpnia doszło do likwidacji obozu cygańskiego w KL Auschwitz II-Birkenau. W komorze przy IV krematorium zagazowano 2897 osób.
  - Oddziały Armii Krajowej stoczyły bój pod Pęcicami z oddziałami Wehrmachtu.
  - Zwycięstwo Batalionów Chłopskich nad niemiecką 17. Dywizją Pancerną w bitwie pod Słupią.
- 1945 – Ogłoszono amnestię, która miała na celu likwidację podziemia antykomunistycznego.
- 1951 – Władysław Gomułka został osadzony w areszcie domowym.
- 1958 – Podczas meczu lekkoatletycznego Polska-USA na Stadionie Dziesięciolecia (zakończonego wynikami 97:115 wśród mężczyzn i 54:52 wśród kobiet) został ustanowiony aktualny do dzisiaj światowy rekord frekwencji na zawodach lekkoatletycznych (ok. 100 000 osób)
- 1969 – Wojciech Matusiak wygrał 26. Tour de Pologne.
- 1974 – Premiera komedii obyczajowej Jak to się robi w reżyserii Andrzeja Kondratiuka.
- 1987 – Zarejestrowano Obywatelski Komitet Poszukiwań Mieszkańców Suwalszczyzny Zaginionych w Lipcu 1945 r.
- 1989 – Gen. Czesław Kiszczak został desygnowany na urząd premiera PRL.
- 2020 – Na północ od Łeby polscy nurkowie znaleźli wrak niemieckiego okrętu podwodnego U-649, który zatonął w 1943 roku po kolizji z U-232.

## Wydarzenia na świecie

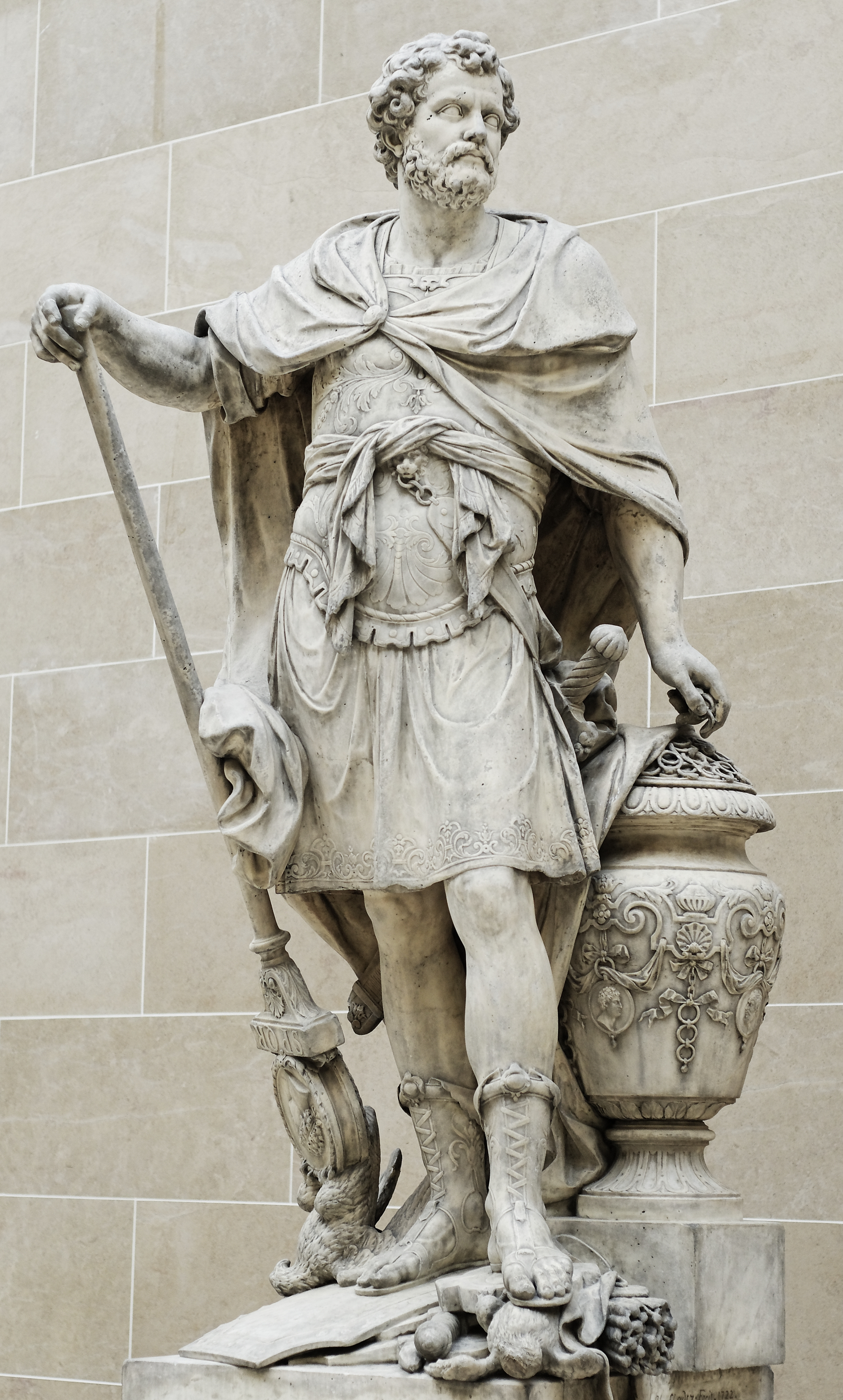
Hannibal – zwycięzca spod Kanny (rzeźba Sébastiena Slodtza)

- 338 p.n.e. – Armia macedońska pod wodzą Filipa II pokonała sprzymierzone wojska Ateńczyków i Tebańczyków w bitwie pod Cheroneą.
- 216 p.n.e. – Wódz kartagiński Hannibal rozgromił w bitwie pod Kannami liczniejsze wojska rzymskie.
- 47 p.n.e. – Wojska Gajusza Juliusza Cezara pokonały siły króla Pontu Farnakesa II w bitwie pod Zelą.
- 461 – Cesarz Majorian został obalony przez wodza rzymskiego Rycymera i ścięty po 5 dniach tortur.
- 1057 – Fryderyk z Lotaryngii został wybrany na papieża i przyjął imię Stefan IX.
- 1100 – Król Anglii Wilhelm II Rudy zginął na polowaniu w niewyjaśnionych okolicznościach od strzału z łuku.
- 1332 – Po śmierci króla Krzysztofa II w Danii rozpoczął się 8-letni okres bezkrólewia.
- 1377 – Wojska ruskie poniosły klęskę w bitwie z Tatarami nad rzeką Pjaną.
- 1552 – Został podpisany traktat z Pasawy, pierwsza ugoda między katolickim cesarzem Ferdynandem I Habsburgiem a protestanckimi książętami Rzeszy, która utorowała drogę do pokoju augsburskiego.
- 1560 – Wojny inflanckie: porażka wojsk inflanckiej gałęzi zakonu krzyżackiegow bitwie pod Ērģeme z wojskami moskiewskimi.
- 1564 – Papież Pius IV przekształcił Kongregację Świętego Oficjum w stały organ Kurii Rzymskiej.
- 1572 – Zwycięstwo wojsk moskiewskich nad siłami Chanatu Krymskiego w bitwie pod Mołodią.
- 1589 – Henryk IV Burbon został królem Francji.
- 1600 – Johannes Kepler i jego rodzina zostali wygnani z Grazu po odmowie przejścia na katolicyzm.
- 1610 – Henry Hudson odkrył Zatokę Hudsona w Ameryce Północnej.
- 1649 – Kampania Cromwella w Irlandii: zwycięstwo wojsk angielskich w bitwie pod Rathmines.
- 1675 – Została uroczyście otwarta Synagoga Portugalska w Amsterdamie.
- 1718 – Wielka Brytania, Francja, Austria i Niderlandy zawarły sojusz antyhiszpański (tzw. Czwórprzymierze).
- 1745 – Jakobicki pretendent do tronu Anglii i Szkocji Karol Edward Stuart wylądował na Hebrydach w celu wywołania drugiego powstania jakobickiego.
- 1750 – Sebastião José de Carvalho e Melo został pierwszym ministrem Portugalii.
- 1769 – Hiszpanie Gaspar de Portolà i Juan Crespi dotarli na tereny dzisiejszego Los Angeles w Kalifornii.
- 1774 – Odbyła się premiera francuskiej wersji opery Orfeusz i Eurydyka Christopha Willibalda Glucka.
- 1776 – Wszyscy członkowie Kongresu Kontynentalnego podpisali Deklarację Niepodległości Stanów Zjednoczonych.
- 1795 – Podpisano traktat z Greenville, który zakończył wojnę pomiędzy koalicją Indian a USA.
- 1798 – Wyprawa Napoleona do Egiptu: zwycięstwo floty brytyjskiej nad francuską w bitwie u ujścia Nilu (1-2 sierpnia).
- 1802 – We Francji odbył się plebiscyt, w którym większość głosujących opowiedziała się za przyznaniem Napoleonowi Bonapartemu dożywotnio urzędu konsula.
- 1819 – W Würzburgu w Królestwie Bawarii wybuchły zamieszki na tle antysemickim, które następnie przeniosły się na inne regiony Związku Niemieckiego i Europy.
- 1830 – W wyniku rewolucji lipcowej abdykował król Francji Karol X Burbon.
- 1831 – Wojska holenderskie zaatakowały nowo powstałą Belgię.
- 1832 – Wojna Czarnego Jastrzębia: rozpoczęła się indiańsko-amerykańska bitwa pod Bad Axe.
- 1847 – W Berlinie rozpoczął się proces 254 uczestników powstania wielkopolskiego z 1846 roku.
- 1867 – Wojna Czerwonej Chmury: zwycięstwo wojska amerykańskiego nad Dakotami w bitwie na barykadzie wozów w pobliżu Fort Phil Kearny (Wyoming).
- 1869 – W Japonii zakończył się proces dobrowolnych zwrotów przez daimyō ich praw do hanów (lenn) cesarzowi Meiji mający na celu umocnienie władzy centralnej (2 marca-2 sierpnia 1869).
- 1870:
  - W Londynie otwarto Tower Subway pod Tamizą – pierwszy na świecie odcinek kolei podziemnej.
  - Wojna francusko-pruska: 2. korpus francuski przekroczył granicę i ostrzelał z dział Saarbrücken.
- 1876 – W Deadwood (Terytorium Dakoty) w trakcie gry w pokera został zastrzelony legendarny rewolwerowiec Dziki Bill Hickok.
- 1891 – W Bułgarii ustanowiono Order Zasługi Cywilnej.
- 1892 – Wprowadzono do obiegu koronę austro-węgierską, która zastąpiła guldena.
- 1903:
  - Po raz ostatni została zastosowana procedura ekskluzywy, umożliwiająca zawetowanie wyniku konklawe i tym samym zablokowanie zwycięskiej kandydaturze drogi na tron papieski. Podczas konklawe po śmierci Leona XIII noszący tytuł króla apostolskiego cesarz Austrii Franciszek Józef I, za pośrednictwem biskupa krakowskiego kardynała Jana Puzyny, zablokował kandydaturę mającego większość głosów elektorów kardynała Mariano Rampolli. W wyniku tego nowym papieżem został kardynał Giuseppe Sarto, który jako papież Pius X w wydanej w następnym roku konstytucji Commissum nobis zakazał stosowania ekskluzywy przy wyborze papieża pod karą ekskomuniki.
  - W Macedonii wybuchło antytureckie powstanie ilindeńskie.
- 1909 – Armia hiszpańska zdławiła powstanie w Barcelonie (tzw. „Tragiczny Tydzień“).
- 1913 – Szwajcarski historyk sztuki Daniel Baud-Bovy, jego rodak fotograf Frédéric Boissonas i Grek Christos Kakalos jako pierwsi weszli na najwyższy szczyt Grecji Mitikas w masywie Olimpu (2918 m).
- 1914 – I wojna światowa:
  - Turcja weszła w sojusz z Niemcami.
  - Wojska niemieckie rozpoczęły okupację Luksemburga.
- 1916 – I wojna światowa: w porcie w Taranto eksplodował i zatonął włoski pancernik Leonardo da Vinci(inne języki), w wyniku czego zginęło 248 członków załogi.
- 1919:
  - Powstała Białoruska Komisja Wojskowa.
  - W katastrofie samolotu Caproni Ca.48 w Weronie wg różnych źródeł zginęło 14, 15 lub 17 osób.
- 1922 – W chińskim mieście portowym Shantou nad Morzem Południowochińskim tajfun zabił około 50 tys. mieszkańców.
- 1923 – Po śmierci Warrena Hardinga nowym prezydentem USA został dotychczasowy wiceprezydent Calvin Coolidge
- 1928 – Włochy i Etiopia zawarły 20-letni traktat o przyjaźni.
- 1932 – Amerykański fizyk Carl David Anderson jako pierwszy dokonał obserwacji pozytonu.
- 1933:
  - Oficjalnie otwarto Kanał Białomorsko-Bałtycki.
  - W dniu śmierci prezydenta Paula von Hindenburga Adolf Hitler połączył stanowiska prezydenta i kanclerza i ogłosił się Führerem.
- 1939:
  - Albert Einstein i Leó Szilárd wysłali list do prezydenta USA Franklina Delano Roosevelta, sugerując w nim rozpoczęcie przez USA programu badań atomowych.
  - W Boliwii utworzono Park Narodowy Sajama.
- 1940:
  - Bitwa o Anglię: sformowano Dywizjon 303.
  - Gen. Charles de Gaulle został skazany zaocznie „za zdradę stanu“ przez sąd wojskowy w Clermont-Ferrand na karę śmierci, degradację i konfiskatę majątku.
  - Powstała Mołdawska SRR.
- 1941 – Front wschodni: pierwsze zwycięstwo Armii Czerwonej (w bitwie pod Jelnią).
- 1943 – Wojna na Pacyfiku: kuter patrolowy, którym dowodził przyszły prezydent USA John F. Kennedy został staranowany na Wyspach Salomona przez japoński niszczyciel „Amagiri”. Zginęło 2 z 13 członków załogi, a Kennedy odniósł poważny uraz kręgosłupa.
- 1944 – Powstała Socjalistyczna Republika Macedonii.
- 1945 – Zakończyła się konferencja poczdamska z udziałem przywódców trzech mocarstw koalicji antyhitlerowskiej (tzw. wielkiej trójki).
- 1947 – Należący do British South American Airlines samolot Avro Lancastrian z 5 członkami załogi i 6 pasażerami rozbił się na wulkanie Tupungato na granicy chilijsko-argentyńskiej, gdzie został zasypany przez lawinę i opady śniegu. Jego wrak odnaleziono w 2000 roku na zmniejszającym się lodowcu.
- 1948 – Położono kamień węgielny pod budowę stadionu Maracanã w Rio de Janeiro[3].
- 1956 – Utworzono Park Narodowy Wysp Dziewiczych.
- 1957 – Austriacka wyprawa po raz pierwszy zdobyła szczyt Chogolisa (7665 m n.p.m.) w paśmie Karakorum.
- 1958:
  - 5 osób zginęło, a 17 zostało rannych w pożarze tramwaju w Oslo.
  - Rozpadła się krótkotrwała Federacja Arabska Jordanii i Iraku.
- 1960 – Saëb Salam został po raz trzeci premierem Libanu.
- 1961:
  - Autokar z amerykańskimi turystami, po zderzeniu z ciężarówką, wpadł do Jeziora Czterech Kantonów w środkowej Szwajcarii, w wyniku czego zginęło 16 spośród 38 znajdujących się w nim osób.
  - Cyrille Adoula został premierem Republiki Konga.
- 1964 – W Zatoce Tonkińskiej okręty amerykańskie zostały rzekomo zaatakowane przez jednostki Wietnamu Północnego, co doprowadziło do bezpośredniego zaangażowania się USA w wojnę wietnamską.
- 1966 – Dokonano oblotu radzieckiego samolotu myśliwsko-bombowego Su-17.
- 1967:
  - Premiera amerykańskiego filmu kryminalnego W upalną noc w reżyserii Normana Jewisona.
  - Założono turecki klub piłkarski Trabzonspor.
- 1968 – Od 207 do 271 zginęło (głównie w wyniku zawalenia sześciopiętrowego budynku mieszkalnego w Manili), a 261 zostało rannych w trzęsieniu ziemi o magnitudzie 7,6 na filipińskiej wyspie Luzon.
- 1969 – Zakończyła się trzydniowa podróż apostolska papieża Pawła VI do Ugandy.
- 1973 – 50 osób zginęło, a 80 zostało rannych w pożarze centrum sportowego w Douglas na brytyjskiej wyspie Man.
- 1980 – 85 osób zginęło, a ponad 200 zostało rannych w zamachu bombowym przeprowadzonym przez prawicowych ekstremistów na dworzec kolejowy we włoskiej Bolonii.
- 1982 – Michael Somare został po raz drugi premierem Papui-Nowej Gwinei.
- 1984 – Na Instytucie Technologicznym w Karlsruhe odebrano pierwszy e-mail w Niemczech.
- 1985 – 135 osób (w tym 1 na ziemi) zginęło, a 27 zostało rannych w katastrofie lotu Delta Air Lines 191, do której doszło w czasie awaryjnego lądowania w burzy na autostradzie w Dallas.
- 1990 – Armia iracka dokonała inwazji na Kuwejt. Rozpoczęła się I wojna w Zatoce Perskiej.
- 1991 – Rozpoczęła się misja STS-43 wahadłowca Atlantis.
- 1993 – Brytyjski parlament ratyfikował Traktat z Maastricht.
- 1997:
  - Charles Taylor został prezydentem Liberii.
  - Mohammad Chatami został prezydentem Iranu.
- 1998 – Wybuchła II wojna domowa w Kongu.
- 1999 – 285 osób zginęło w katastrofie kolejowej w Gaisal w indyjskim stanie Asam.
- 2005 – Na lotnisku w Toronto doszło do katastrofy (bez ofiar śmiertelnych) francuskiego Airbusa A340.
- 2006 – W największym mieście RPA Johannesburgu po raz pierwszy od 25 lat spadł śnieg.
- 2007 – Rosyjskie mini-łodzie podwodne umieściły rosyjską flagę na dnie morskim pod Biegunem Północnym, zgłaszając tym samym roszczenia do ponad miliona km² powierzchni Arktyki.
- 2008 – 10 wspinaczy z 7 krajów i pakistański tragarz zginęło w dniach 1-2 sierpnia na szczycie K2 w paśmie Karakorum.
- 2009 – 15 osób zginęło w katastrofie lotu Merpati Nusantara Airlines 9760 w indonezyjskiej prowincji Papua.
- 2012 – Hiszam Kandil został premierem Egiptu.
- 2014:
  - Konflikt na wschodniej Ukrainie: na wschód od Doniecka separatyści zestrzelili ukraiński samolot szturmowy Su-25.
  - Sunniccy ekstremiści walczący w Syrii i Iraku przeprowadzili szturm na libańskie miasto Arsal, skąd zostali wyparci po czterodniowych walkach.
- 2020 – Irfaan Ali został prezydentem Gujany.
- 2022 – Gyłyb Donew został premierem Bułgarii.

## Urodzili się
- 1260 – Kyawswa, król Paganu (zm. 1299)
- 1455 – Jan Cicero, elektor Brandenburgii (zm. 1499)
- 1470 – Bernardo Dovizi da Bibbiena, włoski kardynał, pisarz, dyplomata (zm. 1520)
- 1549 – Mikołaj Krzysztof Radziwiłł, marszałek wielki litewski, wojewoda wileński, pan na Nieświeżu (zm. 1616)
- 1612 – Saskia van Uylenburgh, Holenderka, żona Rembrandta (zm. 1642)
- 1626 – Charles Le Moyne, francuski kolonizator Kanady (zm. 1685)
- 1627 – Samuel van Hoogstraten, holenderski malarz, grafik (zm. 1678)
- 1630 – Stefan Douaihy z Ehden, libański duchowny katolicki, maronicki patriarcha Antiochii i całego Wschodu, Sługa Boży (zm. 1704)
- 1646 – Jerzy Karol Chodkiewicz, oboźny wielki litewski, pułkownik, starosta błudeński (zm. 1691)
- 1670 – Maria Emilia de Joly de Choin, francuska arystokratka (zm. 1732)
- 1673 – Georg Olivier von Wallis, austriacki arystokrata, feldmarszałek (zm. 1744)
- 1674 – Filip II Burbon-Orleański, francuski książę, regent, pierwszy minister (zm. 1723)
- 1681 – Antoni Lucci, włoski duchowny katolicki, franciszkanin, biskup, błogosławiony (zm. 1752)
- 1696 – Mahmud I, sułtan Imperium Osmańskiego (zm. 1754)
- 1703 – Lorenzo Ricci, włoski jezuita, generał zakonu (zm. 1775)
- 1712 – Andrzej Abel Alricy, francuski duchowny katolicki, męczennik, błogosławiony (zm. 1792)
- 1740 – Jean Baptiste Camille de Canclaux, francuski generał (zm. 1817)
- 1751 – Piotr Suchtelen, rosyjski książę, generał, dyplomata, kolekcjoner, kartograf pochodzenia flamandzkiego (zm. 1836)
- 1755 – Jan Henryk Dąbrowski, polski generał, polityk (zm. 1818)
- 1772 – Ludwik Burbon, francuski arystokrata, dowódca wojskowy (zm. 1804)
- 1775 – Kajetan Dominik Kalinowski, polski prawnik, finansista (zm. 1828)
- 1788 – Hinrich Middeldorpf, niemiecki teolog ewangelicki, orientalista (zm. 1861)
- 1801 – Baldvin Einarsson, islandzki prawnik, polityk, pisarz (zm. 1833)
- 1802:
  - Louis Désiré Blanquart-Evrard, francuski chemik, pionier fotografii (zm. 1872)
  - Nicholas Wiseman, brytyjski duchowny katolicki, arcybiskup Westminster, kardynał (zm. 1865)
- 1820 – John Tyndall, irlandzki fizyk (zm. 1893)
- 1824 – Franciszka Bragança, księżniczka brazylijska i portugalska (zm. 1898)
- 1826 – John Potter Stockton, amerykański prawnik, dyplomata, polityk, senator (zm. 1900)
- 1827 – Manuel Pavía, hiszpański generał (zm. 1895)
- 1829 – Felix Kanitz, austro-węgierski przyrodnik, geograf, etnograf, archeolog, grafik (zm. 1904)
- 1834 – Frédéric-Auguste Bartholdi, francuski rzeźbiarz (zm. 1904)
- 1837 – Hugo Wulfsohn, polski fabrykant pochodzenia żydowskiego (zm. 1905)
- 1840 – Jan Habryka, polski górnik, działacz narodowy i społeczny, uczestnik powstania styczniowego (zm. 1928)[4]
- 1842 – Władimir Kowalewski, rosyjski paleontolog, ewolucjonista pochodzenia polskiego (zm. 1883)
- 1847 – Gustaw Fiszer, polski aktor, komik, literat, uczestnik powstania styczniowego pochodzenia żydowskiego (zm. 1911)
- 1849 – Maria Pia Burbon-Sycylijska, księżniczka Obojga Sycylii, tytularna księżna Parmy i Piacenzy (zm. 1882)
- 1854 – Eugène Ruffy, szwajcarski polityk, prezydent Szwajcarii (zm. 1919)
- 1858:
  - August Franciszek Czartoryski, polski duchowny katolicki, salezjanin (zm. 1893)
  - Emma Waldeck-Pyrmont, królowa Holandii (zm. 1934)
- 1859 – Julius von Hochenegg, austriacki chirurg (zm. 1940)
- 1860 – Ludwik Chałubiński, polski inżynier chemik, taternik (zm. 1933)
- 1861 – Edith Cowan, australijska polityk, działaczka społeczna (zm. 1932)
- 1865 – Irving Babbitt, amerykański krytyk literacki, myśliciel (zm. 1933)
- 1868 – Konstantyn I, król Grecji (zm. 1923)
- 1870 – Marianne Weber, niemiecka historyk, socjolog, działaczka na rzecz praw kobiet (zm. 1954)
- 1871:
  - Alexander Pilcz, austriacki neurolog, psychiatra (zm. 1954)
  - John French Sloan, amerykański malarz, grafik (zm. 1951)
- 1874 – Antoni Kucharczyk, polski poeta ludowy (zm. 1944)
- 1875 – Helena Romer-Ochenkowska, polska pisarka, publicystka, działaczka społeczna (zm. 1947)
- 1878 – Aino Kallas, fińska pisarka (zm. 1956)
- 1881:
  - Dora Boothby, brytyjska tenisistka (zm. 1970)
  - Stefan Cybichowski, polski architekt (zm. 1940)
  - Eustachy Sapieha, polski polityk, minister spraw zagranicznych, poseł na Sejm RP (zm. 1963)
  - Roman Ulatowski, polski fotografik (zm. 1959)
- 1883:
  - Percy Ludgate, irlandzki księgowy, wynalazca (zm. 1922)
  - Stefan Piechocki, polski adwokat, polityk, minister sprawiedliwości, poseł na Sejm RP (zm. 1968)
  - Mieczysław Treter, polski historyk, krytyk i popularyzator sztuki, muzeolog (zm. 1943)
- 1884:
  - Rómulo Gallegos, wenezuelski pisarz, polityk, prezydent Wenezueli (zm. 1969)
  - Michał Róg, polski działacz ludowy, polityk, wicemarszałek Sejmu RP (zm. 1940)
- 1886 – Alfred Fiderkiewicz, polski działacz ruchu robotniczego, polityk, prezydent Krakowa (zm. 1972)
- 1889 – Leslie Boardman, australijski pływak (zm. 1975)
- 1890:
  - Bob Burns, amerykański komik, muzyk, aktor (zm. 1956)
  - Władysław Grabowski, polski hrabia, pułkownik piechoty (zm. 1930)
  - Joe Thomas, amerykański kierowca wyścigowy (zm. 1965)
  - Henryk Życzyński, polski podporucznik rezerwy piechoty, teoretyk i historyk literatury, wykładowca akademicki (zm. 1940)
- 1891:
  - Arthur Bliss, brytyjski kompozytor, dyrygent (zm. 1975)
  - Tadeusz Uhma, polski nauczyciel, działacz harcerski i narodowy (zm. 1942)
- 1892:
  - Władysław Medyński, polski kapitan lekarz rezerwy, psychiatra (zm. 1942)
  - Jack Warner, amerykański producent filmowy (zm. 1978)
- 1893:
  - Ángel Romano, urugwajski piłkarz (zm. 1972)
  - Ludwik Świder, polski major, więzień polityczny (zm. 1952)
- 1894:
  - Carlo Galimberti, włoski sztangista (zm. 1939)
  - Hal Mohr, amerykański operator filmowy (zm. 1974)
- 1897:
  - Maria Brydzińska, polska aktorka, tancerka (zm. 1990)
  - Ryszard Pampuri, włoski lekarz, bonifrater, święty (zm. 1930)
  - Philippe Soupault, francuski poeta, prozaik, krytyk literacki (zm. 1990)
- 1898:
  - Karolina Kózkówna, polska męczennica, błogosławiona, patronka młodych (zm. 1914)
  - Bronisław Maksymilian Majewski, polski działacz niepodległościowy (zm. ?)
- 1899:
  - Stanisław Baliński, polski poeta (zm. 1984)
  - Czesław Dębicki, polski ziemianin, działacz rolniczy, polityk (zm. 1951)
  - Maxwell Fry, amerykański architekt (zm. 1987)
- 1900:
  - Zinaida Brumberg, rosyjska twórczyni filmów animowanych (zm. 1983)
  - Stefan Gromnicki, polski porucznik kawalerii, przedsiębiorca (zm. 1941)
  - Werner Haase, niemiecki chirurg (zm. 1950)
  - Gustav Simon, niemiecki polityk nazistowski (zm. 1945)
- 1901:
  - Paul Evdokimov, rosyjski teolog prawosławny (zm. 1970)
  - Ignatius Kung Pin-mei, chiński duchowny katolicki, biskup Suzhou, biskup Szanghaju, administrator apostolski diecezji Suzhou i archidiecezji nankińskiej, kardynał (zm. 2000)
- 1902:
  - Jemieljan Barykin, radziecki pułkownik, dowódca partyzancki, polityk (zm. 1951)
  - Gieorgij Chołostiakow, radziecki wiceadmirał (zm. 1983)
  - Wacław Czarnecki, polski dziennikarz (zm. 1990)
  - Ernest Harper, brytyjski lekkoatleta, długodystansowiec (zm. 1979)
  - Dolf van Kol, holenderski piłkarz, trener (zm. 1989)
- 1904 – Bolesław Jóźwicki, polski malarz, pedagog (zm. 1993)
- 1905:
  - Karl Amadeus Hartmann, niemiecki muzyk, kompozytor (zm. 1963)
  - Myrna Loy, amerykańska aktorka (zm. 1993)
- 1906:
  - Józef Marxen, niemiecki duchowny katolicki, męczennik, błogosławiony (zm. 1946)
  - Stanisław Waszak, polski statystyk, demograf (zm. 1974)
- 1907:
  - Zbigniew Przeradzki, polski aktor, reżyser teatralny (zm. 1965)
  - Stiepan Suprun, radziecki podpułkownik pilot (zm. 1941)
- 1908:
  - Wołodymyr Szajan, ukraiński filozof, orientalista-sanskrytolog, religioznawca, psycholog, nauczyciel, poeta, prozaik, tłumacz (zm. 1974)
  - Kardos Tibor, węgierski historyk literatury, tłumacz, filolog (zm. 1973)
- 1909:
  - Stanisław Maladyn, polski działacz robotniczy, przewodniczący prezydium MRN w Częstochowie (zm. 1956)
  - Aleksandr Saryczew, azerski szachista, kompozytor szachowy (zm. 1986)
- 1911:
  - Charles Barnes, amerykański agent CIA (zm. 1972)
  - Alfred Jäck, szwajcarski piłkarz (zm. 1953)
  - Alfred Mansveld, belgijski bobsleista (zm. ?)
- 1912:
  - Ann Dvorak, amerykańska aktorka (zm. 1979)
  - Palle Huld, duński aktor (zm. 2010)
  - Alfons Klafkowski, polski prawnik, polityk, poseł na Sejm PRL, członek Rady Państwa, prezes TK (zm. 1992)
- 1913:
  - Dionýz Blaškovič, słowacki wirusolog (zm. 1998)
  - Barbara Książkiewicz, polska lekkoatletka, sprinterka (zm. 2001)
  - Gheorghe Lichiardopol, rumuński strzelec sportowy (zm. 1991)
  - Joaquín Ruiz-Giménez, hiszpański prawnik, polityk, dyplomata (zm. 2009)
  - Francis Weldon, brytyjski jeździec sportowy (zm. 1993)
- 1914:
  - Stanisław Hartman, polski matematyk (zm. 1992)
  - Mieczysław Kaźmierczak, polski plutonowy pilot (zm. 1939)
  - Jerzy Litwiniszyn, polski inżynier górniczy (zm. 2000)
  - Mustafa Mansur, egipski piłkarz, polityk (zm. 2002)
  - Kamel Masoud, egipski piłkarz (zm. ?)
  - Sueo Ōe, japoński lekkoatleta, tyczkarz, żołnierz (zm. 1941)
  - Ilja Pokorski, radziecki polityk (zm. 1990)
  - Beatrice Straight, amerykańska aktorka (zm. 2001)
- 1915:
  - Gary Merrill, amerykański aktor (zm. 1990)
  - Stefan Małecki, polski major (zm. 2017)
  - Lucjan Siewierski, polski matematyk, wykładowca akademicki (zm. 2004)
- 1916:
  - Edgar Buchwalder, szwajcarski kolarz szosowy (zm. 2009)
  - Marian Chełmecki, polski major pilot (zm. 1988)
- 1917 – Agostino Ferrari Toniolo, włoski duchowny katolicki, biskup pomocniczy Perugii, wysoki urzędnik Kurii Rzymskiej (zm. 2004)
- 1918:
  - Jim Delligatti, amerykański przedsiębiorca (zm. 2016)
  - Stanisław Łukasik, polski kapitan, żołnierz Związku Czynu Zbrojnego i AK, członek WiN (zm. 1949)
- 1919:
  - Nehemiah Persoff, amerykański aktor (zm. 2022)
  - Jerzy Szypowski, polski porucznik, żołnierz AK, uczestnik powstania warszawskiego (zm. 1944)
- 1920 – Robert de Boissonneaux de Chevigny, francuski duchowny katolicki, biskup Nawakszut w Mauretanii (zm. 2011)
- 1921:
  - Ruth Barcan Marcus, amerykańska filozof, logik, wykładowczyni akademicka (zm. 2012)
  - Mieczysław Cygan, polski generał brygady (zm. 2006)
  - Tadeusz Grabowski, polski artysta ludowy, lutnik, poeta, kompozytor, muzyk, śpiewak (zm. 2025)
  - Bolesław Jażdżewski, kaszubski rolnik, poeta, prozaik (zm. 2003)
  - Stefan Liwski, polski torfoznawca, profesor nauk technicznych (zm. 2019)
  - Simone Valère, francuska aktorka (zm. 2010)
- 1922:
  - Jerzy Fronczak, polski piłkarz (zm. 1980)
  - Paul Laxalt, amerykański polityk, senator (zm. 2018)
- 1923:
  - Szimon Peres, izraelski polityk, prezydent Izraela, laureat Pokojowej Nagrody Nobla (zm. 2016)
  - Zbigniew Rozner, polski architekt (zm. 2007)
  - Ike Williams, amerykański bokser (zm. 1994)
- 1924:
  - James Baldwin, amerykański pisarz (zm. 1987)
  - Trofim Łomakin, radziecki sztangista (zm. 1973)
  - Carroll O’Connor, amerykański aktor (zm. 2001)
- 1925:
  - Jorge Rafael Videla, argentyński generał, polityk, prezydent Argentyny (zm. 2013)
  - Zbigniew Werner, polski geolog (zm. 2013)
- 1926:
  - Giancarlo Bergamini, włoski florecista (zm. 2020)
  - George Habasz, palestyński terrorysta (zm. 2008)
  - Leszek Kubanek, polski aktor (zm. 1999)
  - Igor Spasski, rosyjski inżynier, naukowiec, projektant łodzi podwodnych (zm. 2024)
- 1927:
  - Andreas Dückstein, austriacki szachista (zm. 2024)
  - Ernesto Formenti, włoski bokser (zm. 1989)
  - Janusz Kamocki, polski etnograf, więzień polityczny, żołnierz AK (zm. 2021)
  - Peter Swinnerton-Dyer, brytyjski matematyk (zm. 2018)
- 1928:
  - Zbigniew Skoczylas, polski wojskowy, wspinacz, działacz społeczny i państwowy (zm. 2015)
  - Mieczysław Voit, polski aktor (zm. 1991)
- 1929:
  - Polikarp Adamiec, polski pilot szybowcowy i samolotowy (zm. 2019)
  - Bernard L. Kowalski, amerykański reżyser filmowy i telewizyjny pochodzenia polskiego (zm. 2007)
  - Maria Stolzman, polska działaczka społeczna, polityk, poseł na Sejm RP (zm. 2010)
  - David Waddington, brytyjski prawnik, polityk (zm. 2017)
- 1931:
  - Pierre DuMaine, amerykański duchowny katolicki, biskup San Jose w Kalifornii (zm. 2019)
  - Pierre Laroche, belgijski aktor (zm. 2014)
  - Jerzy Młynarczyk, polski koszykarz, prawnik, polityk, prezydent Gdańska (zm. 2017)
  - Viliam Schrojf, słowacki piłkarz, bramkarz (zm. 2007)
  - Takashi Takabayashi, japoński piłkarz (zm. 2009)
- 1932:
  - Elijjahu Ben Elisar, izraelski historyk, polityk, dyplomata (zm. 2000)
  - Lamar Hunt, amerykański przemysłowiec, promotor sportu (zm. 2006)
  - Hjördis Nordin, szwedzka gimnastyczka
  - Peter O’Toole, irlandzki aktor (zm. 2013)
  - Janusz Wasylkowski, polski pisarz, publicysta (zm. 2020)
  - Gerard Zalewski, polski scenarzysta i reżyser filmowy (zm. 2011)
  - Karol Koczy, polski germanista (zm. 2015)
- 1934:
  - Walerij Bykowski, rosyjski pilot wojskowy, kosmonauta (zm. 2019)
  - Gyula Maár, węgierski reżyser i scenarzysta filmowy (zm. 2013)
- 1935:
  - Pavel Juráček, czeski reżyser filmowy (zm. 1989)
  - Ion Ungureanu, mołdawski aktor, polityk (zm. 2017)
- 1936:
  - André Gagnon, kanadyjski kompozytor, dyrygent (zm. 2020)
  - Jurij Manajenkow, radziecki i rosyjski polityk (zm. 2021)
  - Antoni Tworek, polski duchowny katolicki, muzealnik (zm. 2020)
- 1937:
  - Andrzej Gaberle, polski profesor nauk prawnych, kryminolog, polityk, poseł na Sejm RP (zm. 2012)
  - Garth Hudson, kanadyjski muzyk rockowy, pianista, saksofonista, członek zespołu The Band (zm. 2025)
  - Jarmo Jääskeläinen, fiński dziennikarz, reżyser i producent filmów dokumentalnych (zm. 2022)
  - Gundula Janowitz, austriacka śpiewaczka operowa (sopran liryczny)
  - Jacob Oudkerk, holenderski kolarz torowy i szosowy (zm. 2024)
- 1938:
  - Brunhilde Hendrix, niemiecka lekkoatletka, sprinterka (zm. 1995)
  - Friedhelm Konietzka, niemiecki piłkarz (zm. 2012)
  - Joanna Kośmider, polska chemik (zm. 2023)
  - Ryszard Kubiak, polski aktor, reżyser teatralny, animator kultury (zm. 2020)
  - Yvonne Rüegg, szwajcarska narciarka alpejska
- 1939:
  - Benjamin Barber, amerykański politolog, filozof polityczny (zm. 2017)
  - Jerzy Ciemniewski, polski prawnik, polityk, poseł na Sejm RP, sędzia TK (zm. 2018)
  - Wes Craven, amerykański reżyser, scenarzysta i producent filmowy (zm. 2015)
  - Ursula Karusseit, niemiecka aktorka (zm. 2019)
  - Ali Mroudjaé, komoryjski polityk, minister spraw zagranicznych, premier Komorów (zm. 2019)
  - Maria Szadkowska, polska aktorka
- 1940:
  - Barrie Kelly, brytyjski lekkoatleta, sprinter
  - Eric de Keyn, belgijski kierowca wyścigowy (zm. 1967)
  - Angel Lagdameo, filipiński duchowny katolicki, biskup Damaguete, arcybiskup Lagdameo (zm. 2022)
  - John A. Leslie, kanadyjski filozof
- 1941:
  - Doris Coley, amerykańska wokalistka, członkini zespołu The Shirelles (zm. 2000)
  - Jean Cornelis, belgijski piłkarz (zm. 2016)
  - Jules Hoffmann, francuski immunolog, laureat Nagrody Nobla pochodzenia luksemburskiego
  - Jakow Murej, izraelski szachista
  - Nicolae Neagoe, rumuński bobsleista (zm. 2023)
  - Fabio Testi, włoski aktor, kaskader
- 1942:
  - Isabel Allende, chilijska pisarka
  - Albert Bartoszewicz, polski slawista, wykładowca akademicki (zm. 2001)
  - Leo Beenhakker, holenderski trener i działacz piłkarski (zm. 2025)
  - Niels Busk, duński major, rolnik, polityk, eurodeputowany
  - Bob Netolicky, amerykański koszykarz
  - Ilija Pantelić, serbski piłkarz, bramkarz (zm. 2014)
  - Roland Van De Rijse, belgijski kolarz szosowy i torowy
- 1943:
  - Richard Fancy, amerykański aktor
  - Max Wright, amerykański aktor (zm. 2019)
- 1944:
  - Ewa Braun, polska scenograf, dekoratorka wnętrz
  - Jim Capaldi, brytyjski perkusista, członek zespołu Traffic (zm. 2005)
  - Wit Jaworski, polski filozof, wykładowca akademicki (zm. 2024)
  - Naná Vasconcelos, brazylijski muzyk jazzowy (zm. 2016)
  - Stanisław Zatłoka, polski aktor
- 1945:
  - Morten Arnfred, duński aktor, reżyser i scenarzysta filmowy
  - Joanna Cassidy, amerykańska aktorka
  - Andrzej Sikora, polski związkowiec, polityk, senator RP
  - Maria Wiśniowiecka, polska archiwistka, polityk, poseł na Sejm RP (zm. 2017)
- 1946:
  - Donald Angus Cameron of Lochiel, szkocki arystokrata, posiadacz ziemski (zm. 2023)
  - Franciszka Cegielska, polska działaczka samorządowa, polityk, prezydent Gdyni, minister zdrowia (zm. 2000)
  - Nigel Hitchin, brytyjski matematyk
  - Ján Langoš, słowacki polityk (zm. 2006)
  - Krzysztof Rześny, polski piłkarz, trener
- 1947:
  - Stefan Kasicki, polski biofizyk, neurofizjolog, elektrofizjolog, tłumacz, wykładowca akademicki (zm. 2024)
  - Massiel, hiszpańska piosenkarka
  - Amalia Sartori, włoska polityk, eurodeputowana
- 1948:
  - Cornel Dinu, rumuński piłkarz, trener
  - Andy Fairweather Low, walijski gitarzysta, wokalista, autor piosenek, producent muzyczny
  - Luan Hajdaraga, albański polityk, dyplomata, minister obrony, minister spraw zagranicznych (zm. 2018)
  - Robert Holdstock, brytyjski pisarz fantasy (zm. 2009)
  - Adam Kopczyński, polski hokeista (zm. 2021)
  - Bob Rae, kanadyjski polityk
- 1949:
  - Roy Andersson, szwedzki piłkarz
  - Bei Dao, chiński poeta
  - Stanisław Biernat, polski prawnik, sędzia TK
  - Bertalan Farkas, węgierski generał brygady pilot, kosmonauta
  - Roman Hurkowski, polski dziennikarz sportowy (zm. 2010)
  - Louis Krages, niemiecki przedsiębiorca, kierowca wyścigowy (zm. 2001)
  - Gołda Tencer, polska aktorka, reżyserka, piosenkarka pochodzenia żydowskiego
- 1950:
  - Mathieu Carrière, niemiecki aktor, scenarzysta i reżyser filmowy pochodzenia francuskiego
  - Tore Cervin, szwedzki piłkarz
  - Graham Hancock, brytyjski pisarz, dziennikarz
  - Jan Harasimowicz, polski historyk sztuki i kultury
  - Kęstutis Latoža, litewski piłkarz, trener
  - Jean-Marie Lovey, szwajcarski duchowny katolicki, biskup Sionu
  - Ted Turner, brytyjski gitarzysta, wokalista, członek zespołu Wishbone Ash
- 1951:
  - Steve Hillage, brytyjski muzyk, kompozytor, wokalista, producent muzyczny
  - Esteban de Jesús, portorykański bokser (zm. 1989)
  - Joe Lynn Turner, amerykański wokalista, członek zespołów: Rainbow i Deep Purple
  - Per Westerberg, szwedzki ekonomista, polityk
- 1952:
  - Rokas Bernotas, litewski chemik, dyplomata
  - Alain Giresse, francuski piłkarz, trener
  - Jonas Prapiestis, litewski prawnik, sędzia, polityk, minister sprawiedliwości
  - Arne Rastad, duński piłkarz
- 1953:
  - Tacciana Arciuszyna, białoruska lekarka, polityk
  - Lianne Halfon, amerykańska producentka filmowa
  - Peter-Michael Kolbe, niemiecki wioślarz (zm. 2023)
  - Ewa Kuty, polska lekkoatletka, biegaczka średniodystansowa
  - Ludmiła Żylińska, polska biochemik, wykładowczyni akademicka
- 1954:
  - Krystyna Czubówna, polska dziennikarka i prezenterka telewizyjna, lektorka
  - Ken MacLeod, szkocki pisarz science fiction
  - Sammy McIlroy, północnoirlandzki piłkarz, trener
  - Krzysztof Lisowski, polski poeta, krytyk literacki
  - Marios Matsakis, cypryjski chirurg, biochemik, polityk
  - Andrzej Młyński, polski skoczek spadochronowy (zm. 1984)
  - Namadi Sambo, nigeryjski polityk
  - Enrique Saura, hiszpański piłkarz
  - Jiří Vyvadil, czeski polityk
- 1955:
  - Caleb Carr, amerykański historyk wojskowości, dziennikarz, pisarz (zm. 2024)
  - Tim Dunigan, amerykański aktor
  - Józef Jodłowski, polski rolnik, samorządowiec, starosta rzeszowski
  - Butch Vig, amerykański muzyk, producent muzyczny
  - Lech Zielonka, polski rolnik, urzędnik, trener piłkarski, działacz sportowy, polityk, poseł na Sejm RP
- 1956:
  - Michel Canac, francuski narciarz alpejski (zm. 2019)
  - Annette Carlén-Karlsson, szwedzka łyżwiarka szybka
  - Krzysztof Głuchowski, polski rolnik, samorządowiec, polityk, senator i poseł na Sejm RP
  - Isabel Pantoja, hiszpańska piosenkarka
  - Josep Ángel Saiz Meneses, hiszpański duchowny katolicki, biskup Terrassy
- 1957:
  - Ashley Grimes, irlandzki piłkarz
  - Ángel Herrera Vera, kubański bokser
  - Alamara Nhassé, gwinejski agronom, polityk, premier Gwinei Bissau
  - Viera Prokešová, słowacka poetka, pisarka, tłumaczka (zm. 2008)
  - Jacky Rosen, amerykańska polityk, senator
  - Piotr Świtalski, polski polityk, dyplomata
- 1958:
  - Brian Agler, amerykański trener koszykarski
  - Andrzej Kuśnierek, polski generał brygady
  - Rainer Troppa, niemiecki piłkarz (zm. 2023)
- 1959:
  - Victoria Jackson, amerykańska aktorka komediowa, piosenkarka
  - Johnny Kemp, bahamski piosenkarz (zm. 2015)
  - Apollonia Kotero, amerykańska aktorka, piosenkarka, modelka, projektantka, menedżerka pochodzenia meksykańskiego
  - Henrik Overgaard-Nielsen, duńsko-brytyjski stomatolog, związkowiec, polityk
  - Marian Poślednik, polski polityk, poseł na Sejm i senator RP
  - Marek Rocławski, polski kompozytor, pianista, dyrygent
  - Dimitrios Tanopulos, grecki zapaśnik
- 1960:
  - Olivier Gruner, francuski aktor kina karate, model, choreograf, producent filmowy
  - Virginie Ledieu, francuska aktorka głosowa
  - Neal Morse, amerykański muzyk, kompozytor
  - Joar Vaadal, norweski piłkarz
- 1961:
  - Cui Jian, chiński piosenkarz, muzyk, aktor
  - Anna Demczuk, polska aktorka
  - Sugao Kambe, japoński piłkarz, trener
  - Beata Łuczak, polska aktorka
  - Bogdan Pamuła, polski koszykarz, trener
  - Carmen Pimentel, peruwiańska siatkarka
  - Tatiana Rosová, słowacka socjolog, polityk
  - Gustav Weder, szwajcarski bobsleista
- 1962:
  - Ewa Bąkowska, polska bibliotekarka, harcerka, działaczka Stowarzyszenia Rodzin Katyńskich (zm. 2010)
  - Jacek Wojciechowski, polski aktor, pieśniarz
- 1963:
  - El Hijo del Santo, meksykański luchador
  - Grzegorz Kaczmarzyk, polski polityk, poseł na Sejm RP
  - Ángel Antonio Recinos Lemus, gwatemalski duchowny katolicki, biskup Zacapa y Santo Cristo de Esquipulas
  - Kuba Wojewódzki, polski dziennikarz, prezenter telewizyjny i radiowy
- 1964:
  - Henry Aruna, sierraleoński duchowny katolicki, biskup Kenemy
  - Frank Biela, niemiecki kierowca wyścigowy
  - Marian Gołdyn, polski kolarz szosowy (zm. 2005)
  - Ernesto Maguengue, mozambicki duchowny katolicki, biskup Inhambane
  - Mary-Louise Parker, amerykańska aktorka
- 1965:
  - Robert Chwiałkowski, polski kajakarz
  - David Cluett, maltański piłkarz, bramkarz (zm. 2005)
  - Mark Cross, brytyjski perkusista
  - Angela Hauck, niemiecka łyżwiarka szybka
  - Joe Hockey, australijski polityk
  - Andrzej Marszałek, polski piłkarz ręczny, bramkarz
  - Rafael Paz, hiszpański piłkarz
- 1966:
  - Rosalie van Breemen, holenderska modelka, dziennikarka, prezenterka telewizyjna
  - Þorvaldur Örlygsson, islandzki piłkarz, trener
  - Oswaldo Patricio Vintimilla Cabrera, ekwadorski duchowny katolicki, biskup Azogues
- 1967:
  - Craig Boyce, australijski żużlowiec
  - Željka Cvijanović, serbska polityk, prezydent Republiki Serbskiej
  - Marco Giampaolo, włoski piłkarz, trener pochodzenia szwajcarskiego
  - Gordan Jandroković, chorwacki polityk, przewodniczący Zgromadzenia Chorwackiego
  - Aaron Krickstein, amerykański tenisista pochodzenia żydowskiego
  - Aline Brosh McKenna, amerykańska scenarzystka, reżyserka i producentka filmowa
  - Janusz Sytnik-Czetwertyński, polski filozof
- 1968:
  - Stefan Effenberg, niemiecki piłkarz, trener
  - Matthäus Karrer, niemiecki duchowny katolicki, biskup pomocniczy Rottenburga-Stuttgartu
  - Russell Latapy, trynidadzko-tobagijski piłkarz
  - Dariusz Popowicz, polski muzyk, gitarzysta, kompozytor, członek zespołów: Acid Drinkers, Wolf Spider, Armia i Budzy i Trupia Czaszka
  - John Stanier, amerykański perkusista
- 1969:
  - Jan Axel Blomberg, norweski perkusista, muzyk sesyjny
  - Cedric Ceballos, amerykański koszykarz, trener
  - Fernando Couto, portugalski piłkarz
  - Nazim Hüseynov, azerski judoka
  - Erik Meijer, holenderski piłkarz
  - Marek Szczygieł, polski urzędnik państwowy, dyplomata
- 1970:
  - Dean Barker, angielski żużlowiec
  - Marek Martynowski, polski samorządowiec, polityk, senator RP
  - Władimir Owczinnikow, rosyjski lekkoatleta, oszczepnik
  - Angélica Rivera, meksykańska aktorka, piosenkarka, pierwsza dama
  - Jun Senoue, japoński gitarzysta, kompozytor, członek zespołu Crash 40
  - Kevin Smith, amerykański aktor, scenarzysta i reżyser filmowy
  - Ricardo Tavarelli, paragwajski piłkarz, bramkarz
  - Yu Sun-bok, północnokoreańska tenisistka stołowa
  - Karel Vácha, czeski piłkarz
- 1971:
  - Ángel Fernández, ekwadorski piłkarz
  - Michael Hughes, północnoirlandzki piłkarz
  - Sami Karppinen, fiński perkusista, muzyk sesyjny, inżynier dźwięku, producent muzyczny
  - Julie Parisien, amerykańska narciarka alpejska
  - Marina de Van, francuska aktorka, reżyserka i scenarzystka filmowa
- 1972:
  - Mohammed Al-Deayea, saudyjski piłkarz, bramkarz
  - Jacinda Barrett, australijska aktorka, modelka
  - Muriel Bowser, amerykańska polityk, burmistrz Dystryktu Kolumbii
  - Piotr Kaczura, białoruski piłkarz, trener
  - Daniele Nardello, włoski kolarz szosowy
  - Corinne Rey-Bellet, szwajcarska narciarka alpejska (zm. 2006)
  - Justyna Steczkowska, polska piosenkarka, kompozytorka, autorka tekstów, skrzypaczka
- 1973:
  - Cho Jin-ho, południowokoreański piłkarz (zm. 2017)
  - Eric Deflandre, belgijski piłkarz
  - Karina Habšudová, słowacka tenisistka
  - Susie O’Neill, australijska pływaczka
  - Mirko Vuillermin, włoski łyżwiarz szybki, specjalista short tracku
  - Jiří Zídek, czeski koszykarz
- 1974:
  - Jauhien Arciuszenka, białoruski ekonomista, polityk
  - Angie Cepeda, kolumbijska aktorka
  - Tebe Dorgu, nigeryjski zapaśnik
  - Reynolds Koranteng, czeski dziennikarz i prezenter telewizyjny pochodzenia ghańskiego
  - Kerry McCoy, amerykański zapaśnik
  - Eusebius Jelous Nyathi, zimbabwejski duchowny katolicki, biskup Gokwe
  - Danilo Toninelli, włoski prawnik, polityk
  - Tomasz Wójcik, polski nauczyciel, polityk, wicewojewoda zachodniopomorski
- 1975:
  - Hüseyin Beşok, turecki koszykarz
  - Jesper Brugge, szwedzki narciarz dowolny
  - Dimityr Iliew, bułgarski kierowca wyścigowy i rajdowy
  - Lovro Kuščević, chorwacki samorządowiec, polityk
  - Curtis McCants, amerykański koszykarz
  - Natalija Mohyłewska, ukraińska piosenkarka, aktorka
  - Tamás Molnár, węgierski piłkarz wodny
  - Alena Petrášová, słowacka siatkarka
  - Martín Posse, argentyński piłkarz, trener
  - Ingrid Rubio, hiszpańska aktorka
  - Grzegorz Skwara, polski piłkarz, trener
- 1976:
  - Wojciech Brzozowski, polski windsurfer
  - Reyes Estévez, hiszpański lekkoatleta, średniodystansowiec
  - Wojciech Szawarski, polski koszykarz
  - Kati Wilhelm, niemiecka biathlonistka
  - Sam Worthington, australijski aktor pochodzenia brytyjskiego
- 1977:
  - Julián Alonso, hiszpański tenisista
  - Eduardo Cuervo, meksykański aktor
  - Edward Furlong, amerykański aktor
  - Marcin Nowak, polski lekkoatleta, sprinter
  - Marc Rizzo, amerykański muzyk, kompozytor pochodzenia włoskiego, członek zespołów: Ill Niño, Soulfly i Cavalera Conspiracy
  - Florian Stetter, niemiecki aktor
- 1978:
  - Goran Gavrančić, serbski piłkarz
  - John Pitti, panamski sędzia piłkarski
  - Deividas Šemberas, litewski piłkarz
- 1979:
  - Henry Antchouet, gaboński piłkarz
  - Manuel Arboleda, kolumbijski piłkarz
  - Ryūji Bando, japoński piłkarz
  - Reina Iwama, japońska zapaśniczka
  - Reuben Kosgei, kenijski lekkoatleta, długodystansowiec
  - Kye Sun-hui, północnokoreańska judoczka
  - Piotr Lipka, polski wokalista, autor tekstów, kompozytor, członek zespołu Bohema
  - Hitoshi Sogahata, japoński piłkarz, bramkarz
  - Mathieu Turgeon, kanadyjski gimnastyk
  - Łukasz Żygadło, polski siatkarz
- 1980:
  - Ivica Banović, chorwacki piłkarz
  - Wladimir Baýramow, turkmeński piłkarz
  - Juanjo Camacho, hiszpański piłkarz
  - Víctor Estrella, dominikański tenisista
  - Amanda Lind, szwedzka działaczka samorządowa, polityk
  - Moto Boy, szewedzki piosenkarz, gitarzysta
  - Pat Noonan, amerykański piłkarz
  - Candace Puopolo, amerykańska piosenkarka, autorka tekstów
  - Kilian Virviescas, kolumbijski piłkarz
- 1981:
  - Jamie Chamberlain, kanadyjski hokeista
  - Przemysław Cypryański, polski aktor
  - Łukasz Drapała, polski wokalista, autor tekstów, członek zespołu Chemia
  - Aleksandr Jemieljanienko, rosyjski zawodnik sportów walki
  - Witalij Komarnycki, ukraiński piłkarz
  - Vlad Miriță, rumuński piosenkarz
  - Óscar Rojas, meksykański piłkarz
  - Dorota Sikora, polska judoczka
- 1982:
  - Clinton Davies, nowozelandzki zapaśnik
  - Luka Elsner, słoweński piłkarz, trener
  - Maciej Kuś, polski łyżwiarz figurowy, trener
  - Hélder Postiga, portugalski piłkarz
  - Błażej Radler, polski piłkarz
  - Grady Sizemore, amerykański baseballista
  - Ilja Sołariow, kazachski hokeista pochodzenia rosyjskiego
  - Joakim Strand, fiński samorządowiec, polityk pochodzenia szwedzkiego
- 1983:
  - Michel Bastos, brazylijski piłkarz
  - Guo Xinxin, chińska narciarka dowolna
  - Amílcar Henríquez, panamski piłkarz (zm. 2017)
  - Piotr Madejski, polski piłkarz
  - Huston Street, amerykański baseballista
- 1984:
  - Paulo Garcés, chilijski piłkarz, bramkarz
  - Kamila Kajak, polska tancerka
  - Anton Kowałewski, ukraiński piłkarz
  - Joel Mogorosi, botswański piłkarz
  - Giampaolo Pazzini, włoski piłkarz
  - Sophie Polkamp, holenderska hokeistka na trawie
  - Philippe Souanga, iworyjski piłkarz
  - Ewina Stamati, grecka koszykarka
  - Ricardo Teixeira, portugalski kierowca wyścigowy pochodzenia angolskiego
  - J.D. Vance, amerykański prawnik, polityk, senator, wiceprezydent USA
- 1985:
  - Jimmy Briand, francuski piłkarz
  - Ilija Bozoljac, serbski tenisista
  - Gökçen Denkel, turecka siatkarka
  - Antoinette Nana Djimou, francuska lekkoatletka, wieloboistka pochodzenia kameruńskiego
  - Maciej Kordysz, polski siatkarz
  - Britt Lower, amerykańska aktorka
  - Simon Niepmann, szwajcarski wioślarz
  - Marin Šego, chorwacki piłkarz ręczny, bramkarz
- 1986:
  - Arturo Chávez, meksykański piłkarz
  - Derley, brazylijski piłkarz
  - Lily Gladstone, amerykańska aktorka
  - Waleed Jassem, katarski piłkarz
  - Amanda Polk, amerykańska wioślarka
  - David Hart Smith, kanadyjski wrestler pochodzenia brytyjskiego
- 1987:
  - Jura Mowsisjan, ormiański piłkarz
  - Marija Riemień, ukraińska lekkoatletka, sprinterka
  - Xu Yunli, chińska siatkarka
- 1988:
  - Ecaterina Abramova, mołdawska lekkoatletka, tyczkarka
  - Robert Hrgota, słoweński skoczek narciarski
  - Meghan Klingenberg, amerykańska piłkarka
  - Christian Nielsen, duński wioślarz
  - Valent Sinković, chorwacki wioślarz
  - Lidia Sołtys, polska szablistka
- 1989:
  - Jonas Blue, brytyjski didżej, producent muzyczny
  - Nacer Chadli, belgijski piłkarz pochodzenia marokańskiego
  - Yasmine Oudni, algierska siatkarka
  - Priscilla, francuska piosenkarka, aktorka
  - Ałła Szyszkina, rosyjska pływaczka synchroniczna
  - Matteo Trentin, włoski kolarz szosowy
- 1990:
  - Alice Connor, brytyjska aktorka
  - Anastasija Daszkiewicz, białoruska działaczka młodzieżowa
  - Skylar Diggins, amerykańska koszykarka
  - Witalija Djaczenko, rosyjska tenisistka
  - Dejan Judež, słoweński skoczek narciarski
- 1991:
  - Anton Babikow, rosyjski biathlonista
  - Leonel Galeano, argentyński piłkarz
  - Evander Kane, kanadyjski hokeista
  - Hrafnhildur Lúthersdóttir, islandzka pływaczka
  - Dominik Senator, polski tancerz baletowy
- 1992:
  - Charli XCX, brytyjska piosenkarka, autorka tekstów
  - Eddy Pascual, azerski piłkarz pochodzenia angolskiego
  - Olivia Price, australijska żeglarka sportowa
- 1993:
  - Oliver Berntzon, szwedzki żużlowiec
  - Katarzyna Cerbińska, polska lekkoatletka, tyczkarka
  - Dawit Choczolawa, gruziński piłkarz
  - Mateusz Więcławek, polski aktor
  - Jaromír Zmrhal, czeski piłkarz
- 1994:
  - Jacob Collier, brytyjski piosenkarz, kompozytor, autor tekstów, multiinstrumentalista
  - Emil Krafth, szwedzki piłkarz
  - Laura Pigossi, brazylijska tenisistka
  - Ilja Szymanowicz, białoruski pływak
- 1995:
  - Mathias Hebo, duński piłkarz
  - Kristaps Porziņģis, łotewski koszykarz
  - Izabela da Silva, brazylijska lekkoatletka, miotaczka
  - Maja Simić, serbska siatkarka
- 1996:
  - Simone Manuel, amerykańska pływaczka
  - Jelena Novaković, serbska siatkarka
  - Albert Owens, amerykański koszykarz
- 1997:
  - Seiya Kitano, japoński piłkarz
  - Bjorg Lambrecht, belgijski kolarz szosowy (zm. 2019)
  - Adrian Purzycki, polski piłkarz
  - Christina Robinson, amerykańska aktorka
  - Ivan Šaponjić, serbski piłkarz
- 1998:
  - Małgorzata Cetnarska, polska lekkoatletka, chodziarka
  - Martyna Jasiulewicz, polska koszykarka
  - Jesper Ødegaard, norweski skoczek narciarski
- 1999:
  - Devon Dotson, amerykański koszykarz
  - Mattias Lamhauge, farerski piłkarz, bramkarz
- 2000:
  - Sara Conti, włoska łyżwiarka figurowa
  - Casey Dawson, amerykański łyżwiarz szybki
  - Warwara Graczewa, rosyjska tenisistka
  - Mohammed Kudus, ghański piłkarz
  - Hailey Langland, amerykańska snowboardzistka
- 2001:
  - Moa Boström Müssener, szwedzka narciarka alpejska
  - Timi Salonen, fiński żużlowiec
- 2002:
  - Apostolos Konstandopulos, grecki piłkarz
  - Fran Miholjević, chorwacki kolarz szosowy
  - Suphanat Mueanta, tajski piłkarz
  - Fabrizio Peralta, paragwajski piłkarz
  - Ralph Priso, kanadyjski piłkarz pochodzenia kameruńskiego
- 2004 – Julia Mühlbacher, austriacka skoczkini narciarska
- 2006 – Héctor Fort, hiszpański piłkarz

## Zmarli
- 257 – Stefan I, papież, święty (ur. ?)
- 640 – Seweryn, papież (ur. ?)
- 686 – Jan V, papież (ur. ?)
- 1100 – Wilhelm II Rudy, król Anglii (ur. ok. 1056)
- 1193 – Mieszko Młodszy, książę kaliski (ur. ?)
- 1205 – Joanna z Azy, hiszpańska błogosławiona (ur. ok. 1135)
- 1222 – Rajmund VI, hrabia Tuluzy (ur. 1156)
- 1332 – Krzysztof II, król Danii (ur. 1276)
- 1445 – Oswald von Wolkenstein, niemiecki kompozytor, poeta, dyplomata (ur. 1377)
- 1457 – Bartosz Jazłowiecki, polski szlachcic, wojskowy, polityk (ur. ?)
- 1512 – Alessandro Achillini, włoski filozof (ur. 1463)
- 1519 – Fryderyk Herburt, polski szlachcic, dowódca wojskowy (ur. 1470)
- 1520 – Jan V Thurzo, niemiecki duchowny katolicki, biskup wrocławski (ur. 1464 lub 66)
- 1530 – Masanobu Kanō, japoński malarz (ur. 1434)
- 1548 – Henryk II Podiebradowicz, książę ziębicki, oleśnicki i bierutowski, tytularny hrabia kłodzki (ur. 1507)
- 1552 – Bazyli Moskiewski, rosyjski jurodiwy, święty prawosławny (ur. 1464)
- 1589 – Henryk III Walezy, król Polski i Francji (ur. 1551)
- 1609 – Piotr Artomiusz, polski teolog i kaznodzieja luterański, pisarz religijny (ur. 1552)
- 1620 – Piotr Kochanowski, polski poeta, tłumacz, sekretarz królewski (ur. 1566)
- 1644 – Bernardo Strozzi, włoski malarz (ur. 1581)
- 1651 – Herkules Grimaldi, monakijski następca tronu (ur. 1623)
- 1660 – Agostino Mitelli, włoski malarz (ur. 1609)
- 1664 – Muhammad ibn Ali asz-Szarif, władca Tafilaltu w Maroku (ur. ?)
- 1678 – Guilliam Gabron, flamandzki malarz (ur. 1619)
- 1719 – Karol Stanisław Radziwiłł, kanclerz wielki litewski (ur. 1669)
- 1728 – Stanisław Ernest Denhoff, hetman wielki litewski (ur. 1673)
- 1756 – Melchior Hieronim Gurowski, polski szlachcic, polityk (ur. 1686)
- 1769 – Daniel Finch, brytyjski arystokrata, polityk (ur. 1689)
- 1776 – Ludwik Franciszek Burbon-Conti, francuski arystokrata, wojskowy (ur. 1717)
- 1788 – Thomas Gainsborough, brytyjski malarz (ur. 1727)
- 1791 – Ludwika Fryderyka Wirtemberska, księżna Meklemburgii-Schwerin (ur. 1722)
- 1799 – Jacques Étienne Montgolfier, francuski wynalazca, pionier baloniarstwa (ur. 1745)
- 1815 – Guillaume Marie-Anne Brune, francuski dowódca wojskowy, marszałek Francji (ur. 1763)
- 1823 – Lazare Nicolas Marguerite Carnot, francuski generał, matematyk, polityk (ur. 1753)
- 1836 – Jan Dobrzański, polski prawnik, wykładowca akademicki (ur. ok. 1780)
- 1842 – Karol Dominik Jacobi, polski malarz (ur. 1779)
- 1844 – Franz von Hohenwart, słoweński przyrodnik (ur. 1771)
- 1848:
  - Franciszek Marczykiewicz, polski lekarz, chirurg (ur. 1820)
  - Adam Stefan Orłowski, polski szlachcic, polityk (ur. 1780)
- 1849 – Muhammad Ali, wicekról Egiptu (ur. ok. 1769)
- 1851 – Amatore Sciesa, włoski poeta, patriota (ur. 1814)
- 1852 – Jakub Krotowski-Krauthofer, polski prawnik, polityk (ur. 1806)
- 1861 – Sidney Herbert, brytyjski arystokrata, polityk (ur. 1810)
- 1865 – Nicola Mazza, włoski duchowny katolicki, misjonarz, Sługa Boży (ur. 1790)
- 1866 – Ch'oŭi Ŭisun, koreański mistrz sŏn (ur. 1786)
- 1876 – Dziki Bill Hickok, amerykański rewolwerowiec (ur. 1837)
- 1879 – Kazimierz Władysław Wóycicki, polski literat, wydawca, historyk (ur. 1807)
- 1880 – Juan Eugenio Hartzenbusch, hiszpański dramaturg pochodzenia niemieckiego (ur. 1806)
- 1881 – Marcus Clarke, australijski prozaik, poeta (ur. 1846)
- 1884 – František Tomáš Bratránek, czeski augustianin, wykładowca, polityk (ur. 1815)
- 1891:
  - Janusz Rostworowski, polski hrabia, urzędnik, filantrop (ur. 1811)
  - Aleksandr Stroganow, rosyjski generał, polityk (ur. 1795)
  - George Washington Williams, amerykański wojskowy, prawnik, dziennikarz, pisarz, obrońca praw człowieka (ur. 1849)
- 1895:
  - Curt Schimmelbusch, niemiecki patolog (ur. 1860)
  - Joseph Thomson, szkocki podróżnik (ur. 1858)
- 1897 – Adam Asnyk, polski poeta, dramaturg, nowelista (ur. 1838)
- 1905 – Andriej Markgrafski, rosyjski generał major żandarmerii (ur. 1849)
- 1907 – Mikołaj (Mandić), serbski biskup prawosławny (ur. 1840)
- 1913 – Alfred Zucker, niemiecko-amerykański architekt (ur. 1852)
- 1918 – Gyula Dőri, węgierski urzędnik bankowy, taternik (ur. 1864)
- 1919 – Tibor Szamuely, węgierski dziennikarz, polityk komunistyczny pochodzenia żydowskiego (ur. 1890)
- 1920:
  - Félix Guyon, francuski chirurg (ur. 1831)
  - Bronisław Lubański, polski podporucznik lotnictwa (ur. 1901)
- 1921 – Enrico Caruso, włoski śpiewak operowy (tenor) (ur. 1873)
- 1922 – Alexander Graham Bell, szkocki naukowiec, wynalazca (ur. 1847)
- 1923:
  - Julius de Blaas, austriacki malarz (ur. 1845)
  - Hugo Gaudig, niemiecki pedagog, reformator szkolnictwa (ur. 1860)
  - Warren Harding, amerykański polityk, prezydent USA (ur. 1865)
- 1924 – Mykoła Wasylko, ukraiński polityk, dyplomata (ur. 1868)
- 1925 – Zachar Skwarko, ukraiński adwokat, polityk (ur. 1870)
- 1926 – Robert Trompowski, brazylijski dowódca wojskowy pochodzenia polskiego (ur. 1853)
- 1930 – Clarence Hobart, amerykański tenisista (ur. 1870)
- 1931 – Kinue Hitomi, japońska wszechstronna lekkoatletka (ur. 1907)
- 1932:
  - Aleksander Orłowski, polski kompozytor, dyrygent chórów, działacz plebiscytowy (ur. 1862)
  - Ignaz Seipel, austriacki duchowny katolicki, teolog, kanclerz Austrii (ur. 1876)
- 1933:
  - Michał Dunajecki, polski inżynier górnik (ur. 1882)
  - František Mrázek, czeski malarz, ilustrator (ur. 1876)
- 1934:
  - Paul von Hindenburg, niemiecki feldmarszałek, polityk, prezydent Niemiec (ur. 1847)
  - Carl-Friedrich von Langen, niemiecki jeździec sportowy (ur. 1887)
- 1936 – Louis Blériot, francuski przedsiębiorca, pionier lotnictwa (ur. 1872)
- 1937:
  - Rajmund Bergel, polski kapitan piechoty, poeta, dramaturg, krytyk literacki (ur. 1894)
  - Karol Drymmer, polski botanik, nauczyciel (ur. 1851)
  - Artur Sirk, estoński prawnik, polityk (ur. 1900)
- 1939:
  - Boris Ejdelman, rosyjski rewolucjonista (ur. 1867)
  - Royal Cleaves Johnson, amerykański polityk (ur. 1882)
- 1940 – Richard Shuttleworth, brytyjski kierowca wyścigowy, pilot (ur. 1909)
- 1941 – Stefan Gromnicki, polski porucznik kawalerii, przedsiębiorca (ur. 1900)
- 1942:
  - Tatjana Marinienko, radziecka partyzantka (ur. 1920)
  - Max Karl Tilke, niemiecki etnograf, rysownik, projektant ubiorów (ur. 1869)
- 1943 – Želomir Bloch, czechosłowacki fotograf, porucznik pochodzenia żydowskiego (ur. ?)
- 1944 – Polegli w powstaniu warszawskim:
  - Irena Bredel, polska łączniczka, minerka, podporucznik AK (ur. 1917)
  - Janusz Gorczykowski, polski redaktor, publicysta, harcerz, narodowiec (ur. 1920)
  - Edward Kosibowicz, polski jezuita (ur. 1895)
  - Krystyna Krahelska, polska poetka (ur. 1914)
  - Dorota Łempicka, polska sanitariuszka, żołnierz AK (ur. 1926)
  - Gustaw Nachajski, polski duchowny katolicki (ur. 1898)
  - Jerzy Ossowski, polski prawnik, socjolog, instruktor harcerski (ur. 1911)
  - Kazimierz Pogorzelski, polski żołnierz AK (ur. 1916)
  - Wacława Potemkowska, polska pisarka, nauczycielka (ur. 1898)
  - Józef Rożniecki, polski major rezerwy piechoty, prawnik, polityk, wojewoda lwowski i lubelski (ur. 1890)
  - Iwo Rygiel, polski podharcmistrz, żołnierz AK (ur. ok. 1921)
  - Danuta Stefańska, polska sportsmenka, żołnierz AK (ur. 1919)
  - Ryszard Szuppe, polski żołnierz AK (ur. 1924)
  - Władysław Wiącek, polski duchowny katolicki, Sługa Boży (ur. 1910)
  - Józef Włodek, polski samorządowiec, prezydent Grudziądza (ur. 1891)
  - Władysław Ignacy Zamoyski, polski hrabia, podporucznik, żołnierz AK (ur. 1914)
- 1944:
  - Joseph Bonnet, francuski kompozytor, organista (ur. 1884)
  - Charles Hardinge, brytyjski arystokrata, polityk (ur. 1858)
  - Michał Okurzały, polski kapral (ur. 1919)
  - (między 2 a 7 sierpnia) Stefan Rowecki, polski generał dywizji, teoretyk wojskowości, komendant główny ZWZ/AK (ur. 1895)
  - Felka Płatek, polska malarka pochodzenia żydowskiego (ur. 1899)
  - Jan Sowa, polski kapitan rezerwy, żołnierz BCh (ur. 1918)
- 1945:
  - Pietro Mascagni, włoski kompozytor (ur. 1863)
  - Emil Nikolaus von Rezniček, austriacki kompozytor pochodzenia czesko-rumuńskiego (ur. 1860)
  - Juan Tablada, meksykański prozaik, poeta (ur. 1871)
- 1946:
  - Ernst Kurth, szwajcarski muzykolog, wykładowca akademicki pochodzenia austriackiego (ur. 1886)
  - Jóannes Patursson, farerski poeta, polityk (ur. 1866)
- 1949 – Arnold Büscher, niemiecki funkcjonariusz i zbrodniarz nazistowski (ur. 1899)
- 1950:
  - Elżbieta, księżniczka Luksemburga i Nassau, księżna Thurn und Taxis (ur. 1901)
  - Luigi Lavitrano, włoski duchowny katolicki, arcybiskup Palermo, prefekt Kongregacji Zakonów, kardynał (ur. 1850)
- 1952:
  - Stanisław Adamczewski, polski historyk literatury (ur. 1883)
  - Karel Lamač, czeski aktor, reżyser, scenarzysta i producent filmowy (ur. 1897)
- 1954 – Teodor Regedziński, polski szachista (ur. 1894)
- 1955:
  - Jerzy Lewszecki, polski major (ur. 1913)
  - Beniamin (Miłow), rosyjski biskup prawosławny (ur. 1887)
  - Justyn Maria Russolillo, włoski duchowny katolicki, błogosławiony (ur. 1891)
  - Ruppert Maria Wittelsbach, niemiecki arystokrata, ostatni następca tronu bawarskiego (ur. 1869)
- 1956:
  - Iwan Nosienko, radziecki inżynier, kontradmirał, polityk (ur. 1902)
  - Leon Żółtowski, polski bankowiec, działacz gospodarczy, polityk, poseł na Sejm RP (ur. 1877)
- 1957 – Lasar Segall, brazylijski malarz, grafik, rzeźbiarz pochodzenia żydowskiego (ur. 1890)
- 1959 – Konstancja Jaworowska, polska działaczka socjalistyczna i niepodległościowa (ur. 1881)
- 1960:
  - Sidney Bradford, brytyjski fenomen medyczny (ur. 1906)
  - Bob Gutowski, amerykański lekkoatleta, tyczkarz pochodzenia polskiego (ur. 1935)
  - Władysław Łęga, polski duchowny katolicki, archeolog, etnograf, historyk (ur. 1889)
- 1962:
  - Stefan Belina-Skupiewski, polski śpiewak operowy (tenor), pedagog (ur. 1885)
  - Johannes van Hoolwerff, holenderski żeglarz sportowy (ur. 1878)
- 1963 – Oliver La Farge, amerykański pisarz, etnolog (ur. 1901)
- 1964 – Jan Dąbrowski, polski dziennikarz, działacz robotniczy, polityk, poseł na Sejm Ustawodawczy (ur. 1904)
- 1965:
  - František Langer, czeski lekarz, pisarz, krytyk literacki, publicysta (ur. 1888)
  - Jan Wiensek, polski polityk, poseł na Sejm PRL (ur. 1909)
- 1966 – Franciszek Staff, polski ichtiolog (ur. 1885)
- 1967 – Henryk Berlewi, polski malarz, teoretyk i krytyk sztuki pochodzenia żydowskiego (ur. 1894)
- 1971 – Józef Cybertowicz, polski bibliotekarz, bibliograf (ur. 1928)
- 1972:
  - Stanisław Flato, polski oficer wywiadu, urzędnik pochodzenia żydowskiego (ur. 1910)
  - Paul Goodman, amerykański prozaik, dramatopisarz, poeta, psychoterapeuta, krytyk społeczny, filozof anarchistyczny, intelektualista (ur. 1911)
- 1973:
  - Albert Baumler, amerykański pilot wojskowy, as myśliwski (ur. 1914)
  - Mohmad Mamakajew, czeczeński poeta, prozaik, uczony (ur. 1910)
  - Jean-Pierre Melville, francuski reżyser i scenarzysta filmowy (ur. 1917)
- 1974 – Wawrzyniec Czajka, polski kupiec, przemysłowiec, działacz społeczny (ur. 1883)
- 1975 – Leopold Galocz, polski pułkownik (ur. 1904)
- 1976 – Fritz Lang, niemiecki aktor, reżyser, scenarzysta i producent filmowy pochodzenia austriackiego (ur. 1890)
- 1977:
  - Wacław Drozdowski, polski dziennikarz (ur. 1895)
  - Manuel Gonçalves Cerejeira, portugalski duchowny katolicki, patriarcha Lizbony, kardynał (ur. 1888)
- 1978:
  - Ronald Bannerman, nowozelandzki pilot wojskowy, as myśliwski (ur. 1890)
  - Carlos Chávez, meksykański kompozytor, dyrygent, pisarz, pedagog, organizator życia muzycznego (ur. 1899)
  - Hieronim Schwartz, polski piłkarz (ur. 1912)
  - Maria Woyczyńska, polska pedagog, psycholog (ur. 1923)
- 1979 – Thurman Munson, amerykański baseballista (ur. 1947)
- 1980 – Donald Ogden Stewart, amerykański scenarzysta filmowy i teatralny (ur. 1894)
- 1981:
  - Wiktor Boczkow, radziecki generał porucznik, funkcjonariusz organów bezpieczeństwa (ur. 1900)
  - Delfo Cabrera, argentyński lekkoatleta, maratończyk (ur. 1919)
  - Stefanie Clausen, duńska skoczkini do wody (ur. 1900)
- 1982:
  - Gunnar Bärlund, fiński bokser (ur. 1911)
  - Seweryn Kruszczyński, polski ekonomista (ur. 1910)
  - Cathleen Nesbitt, brytyjska aktorka (ur. 1888)
- 1983:
  - Bohdan Bocianowski, polski grafik, rysownik, karykaturzysta (ur. 1911)
  - James Jamerson, amerykański basista, kontrabasista (ur. 1936)
  - Rudolf Kotormány, rumuński piłkarz, trener pochodzenia węgierskiego (ur. 1911)
  - Rudolf Lowas, polski drukarz, działacz sportowy (ur. 1903)
  - Włodzimierz Piotrowski, polski poeta, prozaik, publicysta (ur. 1922)
- 1984:
  - Leszek Bogdanowicz, polski gitarzysta, kompozytor, aranżer, dyrygent (ur. 1934)
  - Quirino Cristiani, argentyński rysownik (ur. 1896)
  - Marian Łącz, polski piłkarz, aktor (ur. 1921)
- 1985 – Frank Faylen, amerykański aktor (ur. 1905)
- 1987:
  - Aileen Meagher, kanadyjska lekkoatletka, sprinterka (ur. 1910)
  - Adolf Schön, niemiecki kolarz torowy (ur. 1906)
  - Alfred Tuček, jugosłowiański kompozytor, dyrygent, skrzypek (ur. 1904)
- 1988:
  - Steve Anderson, amerykański lekkoatleta, płotkarz (ur. 1906)
  - Raymond Carver, amerykański prozaik, poeta (ur. 1938)
  - José Magriñá, kubański piłkarz (ur. 1917)
- 1990:
  - Edmund Lipiński, polski energoelektronik, wykładowca akademicki (ur. 1922)
  - René Mart, luksemburski samorządowiec, polityk (ur. 1925)
  - Nikolaus Riehl, niemiecki fizyk atomowy, radiochemik, wykładowca akademicki (ur. 1901)
- 1992 – Thomas W. Blackburn, amerykański pisarz, scenarzysta filmowy, autor tekstów piosenek (ur. 1913)
- 1993:
  - Guido del Mestri, włoski kardynał (ur. 1911)
  - Janusz Sidło, polski lekkoatleta, oszczepnik (ur. 1933)
- 1994:
  - Eduardo Folle, urugwajski koszykarz (ur. 1922)
  - Kelpo Gröndahl, fiński zapaśnik (ur. 1920)
- 1995 – Jurij Kowal, rosyjski autor literatury dziecięcej, scenarzysta filmów animowanych (ur. 1938)
- 1996:
  - Michel Debré, francuski polityk, premier Francji (ur. 1912)
  - Siergiej Gołowkin, rosyjski seryjny morderca (ur. 1959)
  - Obdulio Varela, urugwajski piłkarz (ur. 1917)
- 1997:
  - William S. Burroughs, amerykański prozaik, poeta, aktor, scenarzysta filmowy (ur. 1914)
  - Feim Ibrahimi, albański kompozytor (ur. 1935)
  - Fela Kuti, nigeryjski muzyk, aktywista (ur. 1938)
- 1998 – Shari Lewis, amerykańska brzuchomówczyni, lalkarka, prezenterka telewizyjna pochodzenia żydowskiego (ur. 1933)
- 1999 – Zygmunt Karolak, polski malarz, grafik. pedagog (ur. 1905)
- 2000:
  - Zofia Gall, polska scenograf, kostiumograf (ur. 1927)
  - Simon Stefani, albański polityk komunistyczny pochodzenia greckiego (ur. 1929)
- 2001:
  - Valerie Davies, brytyjskwa pływaczka (ur. 1912)
  - Zygmunt Koziarski, polski twórca filmów dokumentalnych (ur. 1930)
  - Jarosław Marczewski, polski bokser (ur. 1955)
- 2002:
  - Manfred Braschler, szwajcarski piłkarz (ur. 1958)
  - Phyllis K. Siefker, amerykańska specjalistka z zakresu komunikacji społecznej (ur. 1941)
- 2003:
  - Don Estelle, brytyjski aktor, piosenkarz (ur. 1933)
  - Władimir Gołowanow, rosyjski sztangista (ur. 1938)
  - Lesley Woods, amerykańska aktorka (ur. 1910)
- 2004:
  - Ferenc Berényi, węgierski malarz (ur. 1927)
  - Heinrich Mark, estoński polityk, premier i prezydent Estonii na uchodźstwie (ur. 1911)
  - José Omar Pastoriza, argentyński piłkarz, trener (ur. 1942)
- 2005 – Jerzy Pietraszkiewicz, polski aktor (ur. 1917)
- 2006:
  - Luisel Ramos, urugwajska modelka (ur. 1984)
  - Ken Richmond, brytyjski zapaśnik (ur. 1926)
  - Johannes Willebrands, holenderski duchowny katolicki, biskup Utrechtu, kardynał (ur. 1909)
- 2007:
  - Peter Eriksson, szwedzki neurobiolog (ur. 1959)
  - Igor Plechanow, rosyjski żużlowiec (ur. 1933)
  - Holden Roberto, angolski polityk, premier i prezydent Angoli (ur. 1923)
- 2008:
  - Fujio Akatsuka, japoński twórca mang komicznych (ur. 1935)
  - Helga Gitmark, norweska polityk (ur. 1929)
- 2009 :
  - Anna Danuta Tchórzewska, polska kapitan (ur. 1924)
  - Bogdan Ziółkowski, historyk (ur. 1952)
- 2011:
  - Baruj Benacerraf, wenezuelski immunolog, laureat Nagrody Nobla (ur. 1920)
  - Attilio Pavesi, włoski kolarz szosowy (ur. 1910)
  - Venere Pizzinato-Papo, włoska superstulatka (ur. 1896)
- 2012:
  - Ruy de Freitas, brazylijski koszykarz (ur. 1916)
  - Jan (Holonič), słowacki biskup prawosławny (ur. 1937)
  - John Keegan, brytyjski historyk wojskowości (ur. 1934)
  - Bernd Meier, niemiecki piłkarz (ur. 1972)
  - Tomasz Szukalski, polski saksofonista jazzowy (ur. 1947)
  - Mihaela Ursuleasa, rumuńska pianistka (ur. 1978)
- 2013:
  - Jozef Adamovič, słowacki aktor (ur. 1939)
  - Ałła Kusznir, izraelska szachistka (ur. 1941)
- 2014:
  - Luciano Borgognoni, włoski kolarz torowy i szosowy (ur. 1951)
  - Antoni Kopaczewski, polski samorządowiec, działacz opozycji antykomunistycznej (ur. 1941)
  - Tadeusz Gąsiorek, polski polityk, poseł na Sejm PRL (ur. 1924)
  - Barbara Prammer, austriacka polityk (ur. 1954)
- 2015 – Cilla Black, brytyjska piosenkarka (ur. 1943)
- 2016:
  - James Martin Hayes, kanadyjski duchowny katolicki, arcybiskup Halifax (ur. 1924)
  - David Huddleston, amerykański aktor, reżyser i producent filmowy i telewizyjny (ur. 1930)
  - Franciszek Macharski, polski duchowny katolicki, arcybiskup metropolita krakowski, kardynał (ur. 1927)
  - Ryszard Ulicki, polski poeta, autor tekstów piosenek, dziennikarz, polityk, poseł na Sejm RP (ur. 1943)
  - Ahmed Zewail, egipski chemik, laureat Nagrody Nobla (ur. 1946)
- 2017:
  - Wanda Chotomska, polska pisarka, autorka literatury dziecięcej (ur. 1929)
  - Daniel Licht, amerykański kompozytor muzyki filmowej (ur. 1957)
- 2018:
  - Armand de Las Cuevas, francuski kolarz torowy i szosowy (ur. 1968)
  - Ilja Racek, czeski aktor (ur. 1930)
  - Stefan Rogaczewski, polski duchowny baptystyczny (ur. 1927)
  - Daan Schrijvers, holenderski piłkarz (ur. 1941)
- 2019:
  - Gunder Bengtsson, szwedzki trener piłkarski (ur. 1946)
  - Teresa Jakubowicz, polska biolog (ur. 1946)
  - Dawid Kostecki, polski bokser (ur. 1981) 
  - Romuald Lazarowicz, polski bibliotekarz, dziennikarz, działacz opozycji antykomunistycznej (ur. 1953)
  - Stuart O’Connell, nowozelandzki duchowny katolicki, biskup Rarotonga (ur. 1935)
- 2020:
  - Jan Halvarsson, szwedzki biegacz narciarski (ur. 1942)
  - Leszek Kałkowski, polski ekonomista, wykładowca akademicki (ur. 1927)
  - Piotr Soyka, polski przedsiębiorca, menadżer (ur. 1943)
  - Żaksyłyk Üszkempyrow, kazachski zapaśnik (ur. 1951)
  - Wang Hai, chiński generał pilot, as myśliwski (ur. 1926)
- 2021:
  - Emilio Bianchi di Cárcano, argentyński duchowny katolicki, biskup Azul (ur. 1930)
  - Elżbieta Ołdak, polska pediatra, wykładowczyni akademicka (ur. 1952)
  - Antonio de la Torre, meksykański piłkarz (ur. 1951)
- 2022:
  - Jan Budkiewicz, polski reżyser, scenarzysta, krytyk filmowy, publicysta, związkowiec, polityk, poseł na Sejm RP (ur. 1934)
  - Luis Augusto Castro Quiroga, kolumbijski duchowny katolicki, arcybiskup Tunja (ur. 1942)
  - Sławomir Grabowski, polski autor literatury dziecięcej, scenarzysta filmów animowanych (ur. 1942)
  - Nikołaj Jefimow, radziecki dziennikarz, polityk (ur. 1932)
  - Aleksander Karcz, polski specjalista w zakresie technologii chemicznej i energetyki, wykładowca akademicki (ur. 1939)
  - Zbyszko Piwoński, polski pedagog, polityk, wojewoda zielonogórski, senator RP (ur. 1929)
  - Vin Scully, amerykański dziennikarz, spiker sportowy (ur. 1927)
  - Jan Sonneveld, holenderski agronom, polityk, dyplomata (ur. 1933)
  - Leszek Zaleski, polski astronom, pedagog, działacz opozycji antykomunistycznej (ur. 1936)
- 2023 – Janusz Kubiakowski, polski inżynier, samorządowiec, członek zarządu województwa świętokrzyskiego (ur. 1946)
- 2024:
  - Tommy Cassidy, północnoirlandzki piłkarz, trener (ur. 1950)
  - John Clegg, brytyjski aktor (ur. 1934)
  - Andrzej Jaworski, polski leśnik, profesor nauk leśnych (ur. 1944)
- 2025 – Władimir Popow, rosyjski zapaśnik (ur. 1963)